# Murum
Murum es una ciudad y  municipio situada en el distrito de Osmanabad en el estado de Maharashtra (India). Su población es de 18371 habitantes (2011), disminuyo a los 17,232 en el año 2021. Se encuentra a 75 km de Osmanabad. 

## Demografía
Según el censo de 2011 la población de Murum era de 18371 habitantes, de los cuales 9376 eran hombres y 8995 eran mujeres. Murum tiene una tasa media de alfabetización del 80,75%, inferior a la media estatal del 82,34%: la alfabetización masculina es del 87,78%, y la alfabetización femenina del 73,42%.